# کوجی سکی (کارگردان)
کوجی سکی (انگلیسی: Kōji Seki؛ زادهٔ september ۲۰, ۱۹۱۱) کارگردان فیلم، فیلم‌نامه‌نویس، و تهیه‌کننده فیلم اهل ژاپن است. وی بین سال‌های ۱۹۶۲ تا ۱۹۸۵ میلادی فعالیت می‌کرد.